# Mitrodetus thereviformis
Mitrodetus thereviformis är en tvåvingeart som beskrevs av Seguy 1938. Mitrodetus thereviformis ingår i släktet Mitrodetus och familjen Mydidae. Inga underarter finns listade i Catalogue of Life.